# Kineska filozofija
Kineska filozofija je filozofiju koja je nastala u kineskoj kulturi. Kineska filozofija ima utjecaj na kulturu istočno azijatsko područje Kine, Japana, Koreja i Tajvana. Utjecaj je usporediv je s utjecajem kojeg ima starogrčka filozofija na europsku kulturu.
Njeni počeci često se vezuju uz Yi Jing (Knjigu promjene), drevni sustav proricanja. 